# Acanthocreagris lycaonis
Acanthocreagris lycaonis är en spindeldjursart som beskrevs av Volker Mahnert 1978. Acanthocreagris lycaonis ingår i släktet Acanthocreagris och familjen helplåtklokrypare. Inga underarter finns listade i Catalogue of Life.